# Balsa (Triacastela)
Balsa (llamada oficialmente San Breixo da Balsa) es una parroquia y una aldea española del municipio de Triacastela, en la provincia de Lugo, Galicia.

## Otras denominaciones
La parroquia también es conocida por el nombre de San Breixo de Balsa.

## Organización territorial
La parroquia está formada por tres entidades de población:
- Balsa (A Balsa)
- San Breixo
- San Pedro do Ermo

## Demografía

### Parroquia
| Gráfica de evolución demográfica de Balsa (parroquia) entre 2000 y 2021 |
|                                                                         |
| Datos según el nomenclátor publicado por el INE.                        |

### Aldea
| Gráfica de evolución demográfica de Balsa (aldea) entre 2000 y 2021 |
|                                                                     |
| Datos según el nomenclátor publicado por el INE.                    |